# Silnice I/59
Die Silnice I/59 (tschechisch für: „Straße I. Klasse 59“) ist eine tschechische Staatsstraße (Straße I. Klasse). 

## Verlauf
Die Straße zweigt im Stadtteil Kunčičky (Kleinkunzendorf) im Osten der Stadt Ostrava (Ostrau) von der Silnice I/11 ab und verläuft in ostnordöstlicher Richtung an Petřvald (Peterswalde) vorbei nach Karviná (Karwin), wo sie an der Silnice I/67 endet. 
Die Gesamtlänge der durchgehend vierstreifig ausgebauten Straße beträgt knapp 18 Kilometer.